# Poa glauca ssp. rupicola
Poa glauca ssp. rupicola là một phân loài cỏ trong họ hòa thảo, thuộc chi poa.